# Comores nos Jogos Olímpicos de Verão de 2008
Comores competiu nos Jogos Olímpicos de Verão de 2008, em Pequim, na China. O país estreou nos Jogos em 1996 e fez sua 4ª apresentação.

## Desempenho

### Atletismo
Masculino
| Atleta           | Evento     | Preliminares | Preliminares | Quartas de final | Quartas de final | Semifinal   | Semifinal   | Final       | Final       |
| Atleta           | Evento     | Marca        | Posição      | Marca            | Posição          | Marca       | Posição     | Marca       | Posição     |
| ---------------- | ---------- | ------------ | ------------ | ---------------- | ---------------- | ----------- | ----------- | ----------- | ----------- |
| Mhadjou Youssouf | 100 metros | 10.62        | 55º          | Não avançou      | Não avançou      | Não avançou | Não avançou | Não avançou | Não avançou |

Feminino
| Atleta       | Evento     | Preliminares | Preliminares | Quartas de final | Quartas de final | Semifinal   | Semifinal   | Final       | Final       |
| Atleta       | Evento     | Marca        | Posição      | Marca            | Posição          | Marca       | Posição     | Marca       | Posição     |
| ------------ | ---------- | ------------ | ------------ | ---------------- | ---------------- | ----------- | ----------- | ----------- | ----------- |
| Ahamada Feta | 100 metros | 11.88        | 52º          | Não avançou      | Não avançou      | Não avançou | Não avançou | Não avançou | Não avançou |

### Natação
Masculino
| Atleta            | Evento     | Preliminares | Preliminares | Semifinal   | Semifinal   | Final       | Final       |
| Atleta            | Evento     | Marca        | Posição      | Marca       | Posição     | Marca       | Posição     |
| ----------------- | ---------- | ------------ | ------------ | ----------- | ----------- | ----------- | ----------- |
| Mohamed Attoumane | 50 m livre | 29.63        | 91º          | Não avançou | Não avançou | Não avançou | Não avançou |